# William Donald Borders
William Donald Borders (9 de Outubro de 1913 – 19 de Abril de 2010) foi o 13º Arcebispo de Baltimore (Maryland) da Igreja católica. Foi nomeado arcebispo por Papa Paulo VI em 25 de Março de 1974, e formalizando a cerimônia em 26 de Junho do mesmo ano na Cathedral of Mary Our Queen.
William Donald Borders entrou no Seminário St. Meinrad em 1932 e estudou teologia no Seminário Notre Dame, em Nova Orleans. Ele foi ordenado sacerdote para a Arquidiocese de Nova Orleans em 18 de maio de 1940 pelo Arcebispo Joseph Francis Rummel na Catedral de St. Louis, Nova Orleans. Após uma breve atividade pastoral em Baton Rouge, foi membro do Corpo de Capelães dos Estados Unidos de 1943 a 1946, mais recentemente com o posto de major, capelão militar da 91ª Divisão do Exército dos EUA e implantado no norte da África e na Itália . Ele foi homenageado com o Bronze Star V por seu compromisso.
Depois da guerra, foi ministro em Westwego, Louisiana, e em 1947 recebeu um mestrado em educação pela Universidade de Notre Dame. Foi capelão e ministro do Newman Center da Louisiana State University. Após o trabalho pastoral, tornou-se reitor da Catedral de São José em Baton Rouge em 1964 e ocupou vários cargos na diocese. Em 1963 foi nomeado monsenhor.
Em 1968, o Papa Paulo VI o nomeou primeiro bispo de Orlando na Flórida. Foi ordenado bispo pelo Delegado Apostólico nos Estados Unidos e depois Cardeal da Cúria, Luigi Raimondi, em 14 de junho de 1968; Os co-consagradores foram Robert Emmet Tracy, Bispo de Baton Rouge, e Louis Abel Caillouet, Bispo Auxiliar de Nova Orleans. Seu lema era Auscultabo ut serviam ("Eu ouvirei para que eu possa servir").
Em 1974 foi nomeado 13º Arcebispo de Baltimore, a mais antiga diocese americana. Entre outras coisas, ele foi presidente da comissão para a educação da Conferência Católica dos Estados Unidos (USCC) e em vários escritórios da Conferência Episcopal dos Estados Unidos (USCCB). Sua renúncia foi aceita em 1989 pelo Papa João Paulo II.